# Jacint Berenguer i Casal
Jacint Berenguer i Casal (Escaldes-Engordany, 12 de juliol de 1944) és un advocat i historiador andorrà.

## Biografia
Llicenciat en Dret i en Humanitats, exercí la professió d'advocat fins a la seva jubilació (1966–2011).
El 1989 participà en la creació de la Fundació Rafael Benet, de la qual és secretari del seu patronat (1989–). És membre i secretari, també, del Patronat de la Fundació Institut Amatller d’Art Hispànic (2010–). Pertany, així mateix, al Patronat de la Fundació Xavier Nogués (2012–).
Formà part del Jurat dels Premis de Pintura del Cercle de les Arts i les Lletres de les Valls d’Andorra (1995–2005), així com dels patronats de les fundacions Apel·les Fenosa (1998–2024) i Salvador Alibau (2010–2021).
És acadèmic d'honor de la Reial Acadèmia Catalana de Belles Arts de Sant Jordi, de la qual, abans, havia estat membre corresponent per Andorra. Ha publicat diverses obres de recerca històrica i d'història de l'art.

## Selecció d'obres
- “Rafael Benet a Andorra”, Quaderns Rafael Benet, Fundació Rafael Benet, núm. 2, juny 1999
- Un estudi sobre Francesc Busquets i Mitjans, ed. d'autor, 2002
- «Deux vieux amis: Benet et Fenosa», Cahiers Fenosa, París, Association des Amis d’Apel·les Fenosa, 2007
- "Els oficials de l'exèrcit austriacista. El cas de Francesc Busquets i Mitjans", Pedralbes, Universitat de Barcelona, 2012, ISSN 0211-9587
- Francesc Busquets i Mitjans. Coronel d'Infanteria i exiliat austriacista, Rafael Dalmau editor, 2014, ISBN 978-84-232-0800-5
- «Rafael Benet i el patrimoni artístic andorrà. Unes reflexions crítico-històriques inèdites», Quaderns d’Estudis Andorrans, Andorra, Cercle de les Arts i les Lletres de les Valls d’Andorra, 2017
- "Uns fets transcendents en la vida de Teresa Amatller", dins Liber Amicorum a Francesc Fontbona, historiador de l'art, Departament de Cultura, Generalitat de Catalunya, 2019. ISBN 278-84-393-9859-2
- "Sobre la venda de les pintures de Sant Silvestre i Sant Gregori de Santa Coloma d'Andorra" (amb Mireia Berenguer), Butlletí XXXIII 2019, Reial Acadèmia Catalana de Belles Arts de Sant Jordi, 2020, ISSN 1133-0341
- "El periple de dues pintures romàniques andorranes. Noves aportacions" (amb Mireia Berenguer), Butlletí XXXVII 2023 Reial Acadèmia Catalana de Belles Arts de Sant Jordi, 2024, ISSN 1133-0341